# Siegfried Graetschus
Siegfried Graetschus, född 9 juni 1916 i Tilsit, död 14 oktober 1943 i förintelselägret Sobibór, var en tysk SS-Untersturmführer, delaktig i Aktion T4 och Operation Reinhard. Under andra världskriget var han lägervakt i Sobibór och chef för de ukrainska vakterna.

## Biografi
Graetschus blev medlem i Schutzstaffel (SS) 1935 och året därpå i Nationalsocialistiska tyska arbetarepartiet (NSDAP). 

### Aktion T4
I september 1939 inleddes officiellt Nazitysklands så kallade eutanasiprogram Aktion T4, inom vilket psykiskt och fysiskt funktionshindrade personer mördades. Graetschus var verksam inom administrationen på eutanasianstalten (NS-Tötungsanstalt) i Bernburg. Han hade även till uppgift att kremera de mördade patienternas kroppar; detta gjorde han på anstalterna i Grafeneck, Brandenburg an der Havel och Bernburg.

### Operation Reinhard
Förintelselägren Treblinka, Bełżec och Sobibór ingick i Operation Reinhard, nazisternas plan att utplåna Generalguvernementets judiska befolkning. I Belzec deltog Graetschus i experiment med gasvagnar. På Christian Wirths order byggde Graetschus och Lorenz Hackenholt om en lastbil från Reichspost till en gastruck, där avgaserna med en slang fördes in i lastutrymmet.
Efter en kort tjänstgöring i Treblinka posterades Graetschus i augusti 1942 i Sobibór. Han utsågs till chef för det ukrainska vaktmanskapet, som inbegrep omkring 100 man.
Den 14 oktober 1943 ägde ett fånguppror rum i Sobibór. Graetschus lockades in i lägrets skrädderi under förespegling att han skulle prova en rock. De båda fångarna Arkadij Wajspapir (född 1921) och Yehuda Lerner (1926–2007) hade gömt sig bakom ett förhänge och hoppade fram och slog ihjäl Graetschus med en yxa.